# Finale della Coppa dei Campioni 1972-1973 (hockey su pista)
La finale dell'8ª edizione della Coppa dei Campioni fu disputata in gara d'andata e ritorno tra gli spagnoli del Barcellona e i portoghesi del Benfica. Con il punteggio complessivo di 12 a 10 fu il Barcellona ad aggiudicarsi per la prima volta il trofeo.

## Le squadre
| Squadre    | Partecipazioni precedenti (il grassetto indica la vittoria) |
| ---------- | ----------------------------------------------------------- |
| Barcellona | Nessuna                                                     |
| Benfica    | 1969                                                        |

## Il cammino verso la finale
Il Barcellona esordì nel torneo al primo turno dove ebbe la meglio sul Novara, finalista delle precedenti due edizioni. Ai quarti di finale si sbarazzò del Zurigo campione di Svizzera e du esentato dal disputare le semifinali. Il Benfica invece ebbe la meglio al primo turno sui tedeschi del Walsum; dopo essere stato esentato dal disputare i quarti di finale ebbe la meglio sui sei volte campioni del Reus in semifinale.

## Tabellini

### Andata
| Barcellona 1º luglio 1973 | Barcellona | 5 – 3 | Benfica |  |

| Barcellona    |  |                  |
|               |  |                  |
| P             |  | Jacinto Ginesta  |
| E             |  | Juan Brasal      |
| E             |  | Antoni Caicedo   |
| E             |  | Sergi Centell    |
| E             |  | Manuel Chercoles |
| E             |  | Jaime Riera      |
| E             |  | Joan Vila        |
| E             |  | Jordi Villacorta |
| P             |  | Ramon Pons       |
| Allenatore:   |  |                  |
| Josep Lorente |  |                  |

| Benfica     |  |                    |
|             |  |                    |
| P           |  | Antonio Ramalhete  |
| E           |  | Jose Domingos      |
| E           |  | Carlos Garrancho   |
| E           |  | António Livramento |
| E           |  | Manuel Pereira     |
| E           |  | Antonio Guerra     |
| E           |  | Victor Rolo        |
| E           |  | Vitor Sousa        |
| E           |  | Jorge Vicente      |
| Allenatore: |  |                    |
|             |  |                    |

### Ritorno
| Lisbona 7 luglio 1973 | Benfica | 7 – 7 | Barcellona |  |

| Benfica     |  |                    |
|             |  |                    |
| P           |  | Antonio Ramalhete  |
| E           |  | Jose Domingos      |
| E           |  | Carlos Garrancho   |
| E           |  | António Livramento |
| E           |  | Manuel Pereira     |
| E           |  | Antonio Guerra     |
| E           |  | Victor Rolo        |
| E           |  | Vitor Sousa        |
| E           |  | Jorge Vicente      |
| Allenatore: |  |                    |

| Barcellona    |  |                  |
|               |  |                  |
| P             |  | Jacinto Ginesta  |
| E             |  | Juan Brasal      |
| E             |  | Antoni Caicedo   |
| E             |  | Sergi Centell    |
| E             |  | Manuel Chercoles |
| E             |  | Jaime Riera      |
| E             |  | Joan Vila        |
| E             |  | Jordi Villacorta |
| P             |  | Ramon Pons       |
| Allenatore:   |  |                  |
| Josep Lorente |  |                  |
|               |  |                  |